# Der amerikanische Soldat
Der amerikanische Soldat is een West-Duitse dramafilm uit 1970 onder regie van Rainer Werner Fassbinder.

## Verhaal
Ricky is een West-Duitse soldaat, die teruggekeerd is van de oorlog in Vietnam. Daar heeft hij meegevochten met de Amerikanen. Een maffiabaas uit Beieren zet hem in als huurmoordenaar. Bovendien gaat hij samenwerken met verschillende malafide politieagenten om misdadigers uit te schakelen. Hij zoekt daarnaast contact met een jeugvriend en tracht zich te verzoenen met zijn moeder en broer. De zaken lopen uit de hand, wanneer hij verliefd wordt op een prostituee.

## Rolverdeling
| Acteur                | Personage          |
| --------------------- | ------------------ |
| Karl Scheydt          | Ricky              |
| Elga Sorbas           | Rosa von Praunheim |
| Jan George            | Jan                |
| Hark Bohm             | Doc                |
| Marius Aicher         | Politieagent       |
| Margarethe von Trotta | Kamermeisje        |
| Ulli Lommel           | Zigeuner           |
| Katrin Schaake        | Magdalena Fuller   |
| Ingrid Caven          | Zangeres           |
| Eva Ingeborg Scholz   | Moeder van Ricky   |
| Kurt Raab             | Broer van Ricky    |
| Irm Hermann           | Hoer               |
| Gustl Datz            | Politiechef        |